# Angelos Fetsis
Angelos Fetsis (* 1878 in Lefkada; † nach 1896) war ein griechischer Leichtathlet.
Fetsis nahm an den Olympischen Sommerspielen 1896 in Athen teil. Im 800-Meter-Wettbewerb wurde der Grieche in seinem Vorlauf Vierter und konnte sich damit nicht für das Finale qualifizieren. Er nahm auch am 1500-Meter-Wettbewerb teil, in dem er Fünfter von acht Teilnehmern wurde.